# Bát-niết-bàn
Bát-niết-bàn (zh. 般涅槃, sa. parinirvāṇa, pi. parinibbāna) là tịch diệt hoàn toàn, thường dùng để chỉ Niết-bàn (sa. nirvāṇa) sau khi chết, xảy ra sau cái chết của một người đã đạt niết bàn trong cuộc đời. Thường thường người ta hiểu Bát-niết-bàn là Niết-bàn vô dư, nhưng cũng có người hiểu Bát-niết-bàn là Niết-bàn hữu dư, thậm chí có người hiểu cái chết một vị tăng, ni cũng là Bát-niết-bàn.